# Séquence (acide nucléique)

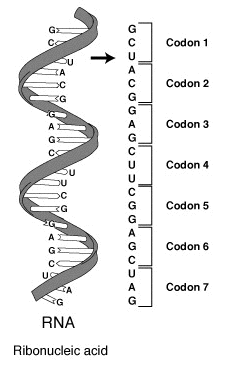
Séquence d'un ARN messager faisant apparaître ses codons.

La séquence d'un acide nucléique — ADN ou ARN — est la succession des nucléotides qui le constituent. Cette succession contient l'information génétique portée par ces polynucléotides, de sorte qu'on la qualifie également de séquence génétique ou parfois de séquence nucléotidique. Elle peut être déterminée par des méthodes de séquençage de l'ADN.
Les séquences nucléotidiques sont conventionnellement écrites dans le sens 5’ → 3’, qui est celui dans lequel sont lues et synthétisées ces biomolécules. Les nucléotides sont représentés conventionnellement par des lettres symbolisant la base nucléique qui les caractérise ; l'IUPAC a défini une nomenclature précise pour écrire les séquences d'acides nucléiques selon l'information que l'on souhaite représenter :
| A      | adénine                      | A |   |   |   | 1 |
| C      | cytosine                     |   | C |   |   | 1 |
| G      | guanine                      |   |   | G |   | 1 |
| T      | thymine                      |   |   |   | T | 1 |
| U      | uracile                      |   |   |   | U | 1 |
| W      | weak                         | A |   |   | T | 2 |
| S      | strong                       |   | C | G |   | 2 |
| M      | amino                        | A | C |   |   | 2 |
| K      | keto                         |   |   | G | T | 2 |
| R      | purine                       | A |   | G |   | 2 |
| Y      | pyrimidine                   |   | C |   | T | 2 |
| B      | pas A (B vient après A)      |   | C | G | T | 3 |
| D      | pas C (D vient après C)      | A |   | G | T | 3 |
| H      | pas G (H vient après G)      | A | C |   | T | 3 |
| V      | pas T (V vient après T et U) | A | C | G |   | 3 |
| N ou - | any base                     | A | C | G | T | 4 |

Dans la mesure où les acides nucléiques sont des molécules le plus souvent linéaires, leur séquence nucléotidique définit entièrement les liaisons chimiques qui les constituent, de sorte que leur séquence nucléotidique se confond avec leur structure primaire.